# Daniel Gralath der Jüngere
Daniel Gralath (* 8. Juni 1739 in Danzig; † 10. August 1809 in Danzig) war ein deutscher Rechtswissenschaftler und Lokalhistoriker von Danzig. 

## Leben
Daniel Gralath gehörte einer patrizischen Familie an, deren Mitglieder im 18. Jahrhundert meistens im Besitz öffentlicher Ämter waren und daneben wissenschaftliche Interessen pflegten, wie sein Großvater, der Stadtsekretär Jacob Theodor Klein auf naturwissenschaftlichem Gebiet, und sein Vater, der Bürgermeister Daniel Gralath der Ältere (1708–1767), der naturwissenschaftliche Arbeiten zur Elektrizitätslehre verfasste und die Naturforschende Gesellschaft in Danzig gründete. Ältere Quellen verwechseln oft die Lebensdaten und Arbeitsgebiete der beiden.
Gralath studierte an der Universität Königsberg, unter anderem bei Immanuel Kant, und wurde 1763 zum Doktor der Rechte promoviert. Ab 1764 war er 45 Jahre lang am Akademischen Gymnasium Danzig als Professor des Rechts, ab 1799 auch als Rektor tätig. Neben mehreren Aufsätzen in August Ludwig von Schlözers Staatsanzeigen der achtziger Jahre, in denen er die Rechte seiner Vaterstadt gegen die damaligen Ansprüche der preußischen Regierung verteidigte, und einer großen Zahl juridischer Abhandlungen sowie einiger Gelegenheitsschriften  verfasste er eine Geschichte seiner Vaterstadt. 
Gralath war von 1775 bis 1778 Meister der Freimaurerloge „Eugenia zum gekrönten Löwen“.
Er starb am 10. August 1809, nachdem er das Rektorat am 21. Februar niedergelegt hatte.

## Werke
- Ehrengedächtniß des Generalmajors v. Eggers. Danzig 1773
- Progr. in obitum Magistri G. Wernsdorff. Danzig 1774
- Versuch einer Geschichte Danzigs. Königsberg 1789–1791, Band 1, Königsberg 1789 (Online, Google)  (PDF-Datei, 42,25 MB);  Band 2, Königsberg 1790 (Online, Google);  Band 3, Königsberg 1791 (Online, Google)